# Bernhard Mayr
Bernhard Mayr (* 16. April 1984) ist ein deutscher Ringer vom SC Anger. 2006 wurde er Vizeeuropameister der Junioren. Mayr ist im griechisch-römischen Stil aktiv. Er arbeitet als Chemielaborant.

## Erfolge als Senior
- 2006, 5. Platz, EM in Moskau, GR, bis 84 kg, mit Siegen über Alo Toom, Estland und Christo Marinow, Bulgarien und zwei Niederlagen gegen Denis Forow, Armenien und Melonin Noumonvi, Frankreich
- 2006, 24. Platz, WM in Guangzhou (Kanton), GR, bis 84 kg, eine Niederlage gegen Shingo Matsumoto, Japan

## Erfolge als Kadett und Junior
- 2001, 2. Platz, EM der Kadetten in Izmir, hinter Gennadi Gogischwili, Georgien
- 2001, 20. Platz, WM der Junioren in Taschkent, Usbekistan, mit einer Niederlage gegen Andrea Minguzzi, Italien und einem Sieg über Kishan Pawar Govind, Indien
- 2002, 17. Platz, EM der Junioren in Subotica
- 2004, 2. Platz, EM der Junioren in Murska Sobota (Olsnitz), mit Siegen über Alo Toom, Estland, Pawel Baschlakow, Belarus, Vassilios Kollaros, Griechenland und Jure Kohar, Slowenien und eine Niederlage gegen Luka Bodtschaschwili, Ukraine

| Personendaten    | Personendaten    |
| ---------------- | ---------------- |
| NAME             | Mayr, Bernhard   |
| KURZBESCHREIBUNG | deutscher Ringer |
| GEBURTSDATUM     | 16. April 1984   |